# Minuscule
Minuscule o Minuscule - La vie privée des insectes (dal francese "la vita privata degli insetti") è una serie animata francese di 78 episodi da 6' circa l'uno, creato da Hélène Giraud e Thomas Szabo, prodotto dalla Futurikon e trasmesso in onda il 18 ottobre 2006 sul canale televisivo France 2. In Italia è stato trasmesso inizialmente su Disney Channel Italia, poi su Rai 3 dal dicembre 2008 e in seguito su Rai YoYo. 
Mescolando ambientazioni reali e animazioni 3D, la serie presenta la quotidianità degli insetti vista in chiave volutamente comica.

## Tecnica
Gli ambienti sono reali, cioè ripresi dal vivo; sugli stessi vengono aggiunti gli insetti ricreati in computer grafica, che hanno il corpo "quasi" reale (cioè riprodotto fedelmente) ma con qualche particolare da cartone animato, per esempio gli occhi.
Altra particolarità: gli episodi sono "muti", non c'è neanche la voce narrante e si sente solo l'audio del suono "ambientale" e i "versetti" degli insetti.
Gli esseri umani sono quasi assenti nella serie, anche se diversi episodi sono girati in una casa o in città; se compare un essere umano, non ne compare quasi mai il viso ma fa parte dell'ambiente (ripreso in live action).
Il finale di ogni episodio è accompagnato da un motivo musicale, che sottolinea "la morale" della puntata.

## Personaggi
- Coccinella: dispettosa e irriverente, fa dispetti a tutti gli insetti volatili.
- Ragni: in particolare due tipi, quello spilungone e quello più tozzo. Tentano di mangiare sempre un qualche insetto. La loro ragnatela è oggetto di diverse gag.
- Formiche: sempre in gruppo, intelligenti, curiose, imprevedibili.
- Bruco: geometride tenero, affettuoso e sempre affamatissimo.
- Chiocciola
- Mosca
- Zygoptera
- Scarabeo stercorario
- Vespa
- Ape
- Millepiedi
- Cicala
- Cavalletta
- Falena
- Zanzara

## Riconoscimenti
- Cartoons on the Bay 2006 come migliore serie televisiva.
- "Festival d'animazione di Hiroshima" 2008: premio speciale di giuria
- Primo premio al Festival di Luchon 2006 (Festival du film de télévision de Luchon)
- Primo premio al Festival d'Annecy 2007 (Festival international du film d'animation d'Annecy)

## Episodi Stagione 1
Lista degli episodi sulla base dell'edizione in DVD (22 marzo 2007) .

### Minuscule - Volume 1
- 1. La coccinella
  2. Catapulta
  3. Sterco che passione
  4. Due bruchi
  5. Formiche
  6. Prigioniera
  7. Sogno di lumaca
  8. La stagione degli amori
  9. Stanca
  10. Fino alla luna
  11. Lo spaghetto
  12. Formiche volanti
  13. Zeppelin
  14. La buona educazione
  15. Il sogno del bruco
  16. Chewing gum
  17. Il millepiedi e il bruco
  18. Il vento
  19. Silenzio!
  20. Il formicaio di Babele

### Minuscule - Volume 2
- 1. Libellule
  2. Cicala brazileira
  3. Singhiozzo
  4. Pomodorino
  5. Senza guscio
  6. Banane
  7. Due bruchi e una mela
  8. Il miele
  9. Palla in buca
  10. Le formiche e la noce
  11. Iperattiva
  12. La zanzara
  13. L'insalata
  14. Piove e gocciola è festa per la chiocciola
  15. Alta velocità
  16. Picnic
  17. Una notte all'aperto
  18. Non svegliar la formica che dorme
  19. Ventilatore
  20. Il bruco che voleva vedere il mare

### Minuscule - Volume 3
- 1. Buon seme non mente
  2. Il bruco e il ruscello
  3. Un calorifero per due
  4. Le vespe e la coccinella
  5. Il canto della formica
  6. La lumaca e il millepiedi
  7. Il segreto delle lumache
  8. Attacco al leccalecca rosa
  9. L'ora della siesta
  10. Il bruco anattroccolo
  11. Mosche a merenda
  12. Narciso
  13. Coccinelle
  14. Il totem
  15. L'evasione
  16. Tenacia
  17. Nessuna chance
  18. Il formaggio
  19. Bruco di città farfalla di campo

### Minuscule - Volume 4
- 1. Ragno bagnato
  2. Mio bell'abete
  3. Gara di velocità
  4. Mosca bizzarra
  5. Torpedo
  6. Ragnatele d'interno
  7. L'unione fa la forza
  8. Un pomeriggio da zanzara
  9. Il moscone
  10. Una lumaca bavosa
  11. La latta
  12. Notte in bianco
  13. Mosca pazza
  14. Due millepiedi
  15. L'orda selvaggia
  16. Halloween
  17. Salto!
  18. Formica in rosa
  19. È natale

## Episodi Stagione 2
Da marzo 2012 è stata prodotta la seconda serie:
Numero episodio - Titolo - Anno : tutti 2012

### Minuscule - Volume 1
1. Hop-là!
2. Inseguimento al supermercato
3. Cappello di sabbia
4. Mela di Natale
5. Canaglie!
6. Castello di sabbia
7. In macchina con Simona
8. Purea di piselli
9. Ragno al volante, pericolo costante
10. Duello al supermercato
11. La mosca delle nevi
12. Matto per la velocità
13. Il fantasma della palude maledetta
14. A tutta velocità
15. La formica fischierà tre volte
16. La tela infernale
17. Patatine
18. ZZZ nella metro
19. Forza azzurri
20. Mosca matta
21. Il tronchetto di natale
22. Il mostro d'acciaio
23. Effetto farfalla
24. Schiaccia le mosche
25. Ride bene che ride ultimo

### Minuscule - Volume 2
1. Giù per il camino
2. La caccia della mosca
3. Pista nera per le lumache
4. Come una palla di cannone
5. La lunga strada
6. Figlia unica
7. Alta tensione
8. Colpo di coda
9. Alveare in fuga
10. Zanzara dei caraibi
11. A tutto gas
12. Chi semina vento raccoglie tempesta
13. Carota delle nevi
14. Inquinamento
15. Pianta in affitto a prezzo modico
16. Colla
17. Assetato
18. Metamorfosi
19. Coccinellandia
20. La mosca dispettosa
21. Un vicino invadente
22. Bianco come la neve
23. In trappola
24. La tela trampolino

### Minuscule - Volume 3
1. La stagione delle ghiande
2. Senza ali
3. Senza casa
4. Zzzapping
5. Il ragno dispettoso
6. Il predatore di salciccia
7. Microzilla
8. La mosca da miele
9. Missione Barbecue
10. L'orticello
11. Il ladruncolo
12. Il trucco della noce
13. La cavalletta che non sapeva saltare
14. Il rodeo del chewing-gum
15. San Valentino
16. Volo acrobatico
17. Il cappello della medusa
18. La notte delle chiocciole
19. La zanzariera
20. La mosca magica
21. La ciambella
22. Formica con ghiaccio
23. L'artista
24. I vasi comunicanti
25. BONUS "Romeo e Formichetta" Episodio inedito di 11 minuti

### Minuscule - Volume 4
1. Natale sulle candele
2. Congelata
3. 12 chiocciole arrabbiate
4. Ex aequo
5. Sonnambulismo
6. Il labirinto
7. Top tabasco
8. Ombrelli e alberi di cocco
9. Colpo di scopa
10. Mosca al cioccolato
11. Sogni di velocità
12. La slitta e la formica
13. Che pasticcio!
14. La caccia al cioccolato
15. L'incubo di una farfalla
16. La scottatura
17. Fuori tutti!
18. A 100 all'ora
19. Tutti a babordo!
20. zzzZZZzzz
21. La mela dell'amore
22. La messa in piega
23. Il ragno degli abissi
24. Il troppo stroppia
25. BONUS "La rivincita degli insetti" Episodio inedito di 24 minuti

## Film
In Estonia il 17 novembre 2013 al Tallinn Black Nights Film Festival è stato proiettato in anteprima il film Minuscule - La valle delle formiche perdute, uscito in Francia il 29 gennaio 2014, e in italia il 22 gennaio 2015 è conosciuto anche con il titolo Minuscule: Valley of the Lost Ants, il film è in tecnica 3-D CinemaScope.
Nel 2018 è uscito il secondo lungometraggio tratto dalla serie, uscito in Italia con il titolo Minuscule 2: Alla scoperta di nuovi mondi.